# 安河畔蒙蒂尼
安河畔蒙蒂尼（法語：Montigny-sur-l'Ain，法語發音：[mɔ̃tiɲi syʁ lɛ̃]）是法国汝拉省的一个市镇，位于该省中部，属于隆斯勒索涅区。

## 地理
安河畔蒙蒂尼（46°42'36"N, 5°47'7"E）面积7.99 平方千米，位于法国勃艮第-弗朗什-孔泰大區汝拉省，该省份为法国东部内陆省份，北起上索恩省，西北接科多尔省，西临索恩-卢瓦尔省，南至安省，东与杜省和瑞士接壤。
与安河畔蒙蒂尼接壤的市镇（或旧市镇、城区）包括：莫内城、沙蒂永、马里尼、蒙叙莫内、蓬迪纳瓦、欧特罗什。

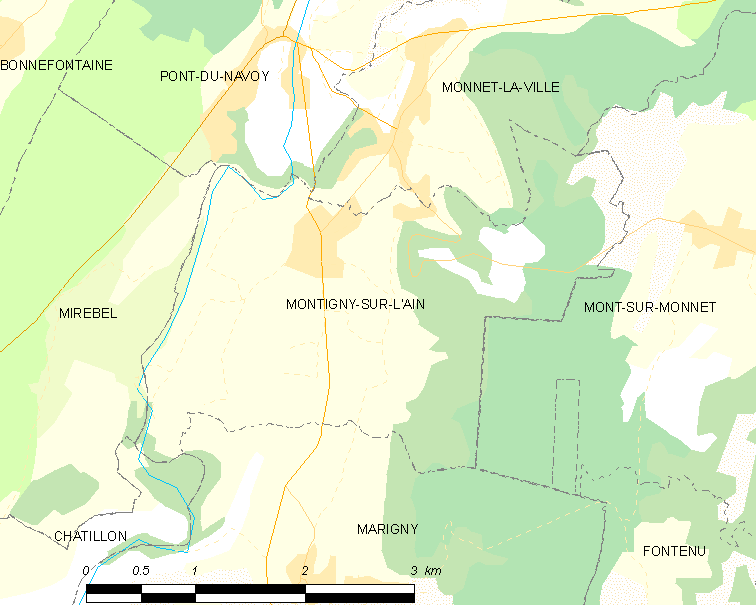
安河畔蒙蒂尼的OSM定位图

安河畔蒙蒂尼的时区为UTC+01:00、UTC+02:00（夏令时）。

## 行政
安河畔蒙蒂尼的邮政编码为39300，INSEE市镇编码为39356。

## 政治
安河畔蒙蒂尼所属的省级选区为尚帕尼奥勒县。

## 人口

1962-2008年间安河畔蒙蒂尼人口变化图示

安河畔蒙蒂尼于2022年1月1日时的人口数量为214人。